# Камерунски делфин
Камерунският делфин още западноафрикански делфин суза (Sousa teuszii) е вид бозайник от семейство Делфинови (Delphinidae). Видът е уязвим и сериозно застрашен от изчезване.

## Разпространение
Разпространен е в Ангола, Габон, Гамбия, Гвинея, Гвинея-Бисау, Западна Сахара, Република Конго, Мавритания и Сенегал.

## Описание
Теглото им е около 100 kg.
Популацията на вида е намаляваща.